# داون ماغواير
داون ماغواير هي لاعبة هوكي الجليد كندية، ولدت في 26 مارس 1960 في إدمونتون في كندا.